# Pickett-Hamilton Fort

Pickett-Hamilton Fort heutzutage im Lashenden Air Warfare Museum oberirdisch ausgestellt

Das Pickett-Hamilton Fort ist eine Art von britischen Bunkern aus dem Zweiten Weltkrieg. Es konnte, wenn es nicht gebraucht wurde, im Boden versenkt werden, damit es vom Feind nicht vorzeitig entdeckt wurde und damit es dem Flugverkehr auf dem Boden und in der Luft nicht im Weg war. Es konnte, wenn es benötigt wurde, um etwa 75 cm (2½ Fuß) angehoben werden, um das Landen von Flugzeugen zu verhindern und bereits gelandete feindliche Fallschirmspringer oder Flugzeuge und deren Besatzung zu beschießen.

## Entwicklung
“By reason of its forming no obstacle to use

of ground for flying or traffic, the post can

be sited in places where not even a rifleman

or small post can be put, and can bring fire

on to ground which otherwise could not be

covered at all or only at extreme ranges.”

„Ohne ein Hindernis für den Boden- oder Luft-

verkehr zu bilden, kann der Posten an Stellen

platziert werden, wo nicht einmal ein Schütze

oder kleiner Posten stationiert werden kann,

und kann die Umgebung beschießen, die sonst gar

nicht oder nur über weite Entfernungen beschossen

werden könnte.“

Die offenen Flächen von militärisch genutzten Flugplätzen waren ein mögliches Ziel für Angriffe feindlicher Luftlandetruppen, und daher wurde es als wichtig befunden, diese effektiv verteidigen zu können. Konventionelle Schutzeinrichtungen wie Schützengräben oder sogenannte Pillboxes waren dafür nicht geeignet, weil sie die eigenen Flugzeuge behindert hätten. Daher kontaktierten mehrere Privatunternehmen die Regierung mit ihren Ideen.
Das Pickett-Hamilton Fort war von Francis Norman Pickett und Donald St Aubyn Hamilton erfunden und konstruiert worden. Pickett (1887–1957) war ein Ingenieur. Er graduierte 1907 an der London University und war von 1918 bis 1931 Besitzer der Firma F. N. Pickett et Fils, die sich mit der Vernichtung von Munition befasste. Diese Firma war zwar in unterschiedlichen Schwierigkeiten, aber Pickett verdiente mit ihr ziemlich viel Geld, S. 201–206 bevor die Firma schließlich schließen musste. Pickett verbrachte die frühen 1920er Jahre vor allem im Motorsport. Er wurde anschließend Geschäftsführer von Kaycee Ltd (1931–1935), von Consolidated Rubber Manufacturers Ltd (1935–1938) und Ocean Salts (Products) Ltd (1938). Hamilton (1907–1956) war ein Architekt in London. Später entwarf er für Donald Hamilton, Wakeford & Partners mehrere Gebäude in London und Südengland.
Ein Freund von Norman Pickett, der Rennfahrer Donald Campbell, stellte seine Werkstätten für das Erstellen von Prototypen zur Verfügung. Er war auch bei den ersten Erprobungen Anfang 1940 auf dem Flugplatz RAF Andover zugegen.
Winston Churchill schrieb am 12. Juli 1940 einen Brief an General Ismay, in dem er berichtete: „Ich sah diese Pillboxes zum ersten Mal, als ich letzte Woche Langley besuchte. Sie scheinen eine bewundernswerte Möglichkeit der Verteidigung gegen Fallschirmtruppen zu sein und sollten sicherlich vielerorts eingesetzt werden. Legen Sie mir einen Plan vor.“ Diese Pillbox wurde daraufhin vom Air Ministry verwendet und wurde Pickett-Hamilton Fort oder umgangssprachlich Pop Up Pillbox genannt.

## Design
Meistens bestand das Pickett-Hamilton Fort aus zwei Betonzylindern mit jeweils einem geschlossenen Boden. Der etwas kleinere Zylinder wurde in dem größeren Zylinder über kleine, auf dem kleineren Zylinder angebrachte Führungsrollen in den Führungsnuten des größeren Zylinders geführt. Die Pillbox hatte einen Durchmesser von 9 Fuß (2,7 m) und eine Wandstärke von 9 bis 10 Zoll (22 bis 25 cm). Die Struktur wurde im Boden versenkt, so dass die Oberseite des Deckels des kleineren Zylinders ebenerdig positioniert war. Im geschlossenen Zustand war die Pillbox wie ein großer Kanaldeckel unauffällig und konnte von Flugzeugen und anderen Fahrzeugen befahren werden.
Das Innere war von oben über eine kleine Luke zugänglich. Der innere Zylinder konnte mit einem Mechanismus um etwa 75 cm (2½ Fuß) angehoben werden, wodurch drei Schießscharten sichtbar wurden. Eine Besatzung von zwei Mann konnte das Fort dann wie eine Pillbox verwenden.
Anfangs bestand der Hebemechanismus aus einem standardisierten 8-t-Flugzeug-Wagenheber, so dass es drei Minuten brauchte, das Fort komplett auszufahren. Der Wagenheber wurde bald durch einen Pneumatikzylinder ersetzt, der ursprünglich für den landwirtschaftlichen Einsatz vorgesehen war. Der Pneumatikzylinder wurde über in Tanks gespeicherte Pressluft bedient. Dadurch konnte das Fort schnell angehoben und abgesenkt werden, wenn das erforderlich war. Eine Handpumpe wurde als Notlösung oder für Wartungsarbeiten mitgeliefert.
Eine Designvariante war mit Gegengewichten ausgestattet, um das Fort anzuheben. Dadurch konnte das Fort von zwei Mann bedient werden. Diese Variante hatte zwei Eingangsluken und bot in einer etwas größeren unterirdischen Kammer und wegen Wegfall des zentral angebrachten Pneumatikzylinders einer Besatzung von vier Soldaten Platz. Es wurde Ende 1940 entwickelt und nur etwa ein Dutzend dieser Forts wurde landesweit installiert.
Die Kosten der Herstellung betrugen etwa 240 £, was inflationsbereinigt heute 13.945 £ entspricht.

## Erhaltene Forts

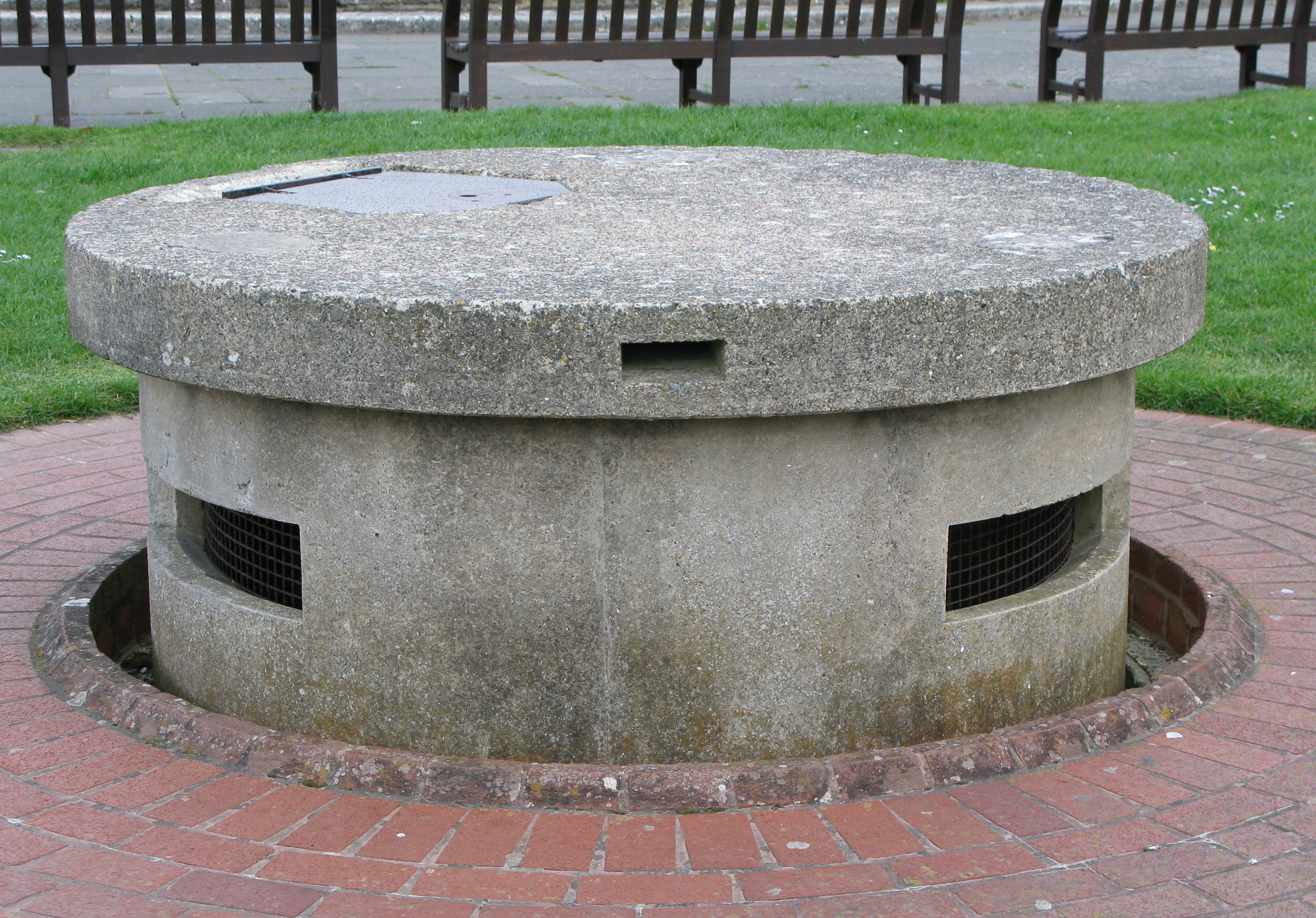
Ein Pickett Hamilton Fort in Southsea

Die Forts wurden häufig überflutet und waren nicht ausreichend stabil für die schweren Flugzeuge, die während des Zweiten Weltkriegs entwickelt wurden. Daher wurden die meisten an die Peripherie der Flugplätze verlagert und sind nicht mehr an ihrer ursprünglichen Stelle. In der Nachkriegszeit wurden einige Forts entfernt, als die Flugplätze für moderne Flugzeuge ausgelegt wurden. Anhand von Aufzeichnungen ist belegt, dass es etwa 335 Bauten gab. 48 davon existieren heute noch.S. 21
Da die Forts unauffällig im Boden versenkt werden konnten, wurden viele Exemplare vergessen und erst mehrere Jahre später wiederentdeckt. Einige Forts werden in Museen ausgestellt: Tangmere Military Aviation Museum, Lashenden Air Warfare Museum, D-Day Museum, Southsea (nicht mehr am ursprünglichen Standort) und nur der innere Zylinder im Imperial War Museum Duxford.
Das Management des Kent International Airport (früher RAF Manston) vermachte ein Pickett-Hamilton Fort an das Lashenden Air Warfare Museum. Obwohl die meisten Forts überflutet wurden, war das von Manston trocken und in einem exzellenten Zustand. Das Fort wurde ausgegraben und innerhalb von 18 Monaten wieder in einen betriebsfähigen Zustand versetzt. Obwohl es eigentlich auf dem Flugplatz wieder eingegraben werden sollte, wurden Bedenken laut, dass dies dem Beton über die Zeit schaden könne. Daher wurde es auf Bodenhöhe aufgestellt und mit einem Hügel aus Erde und Sandsäcken umgeben. Das Fenster im Zylinder wurde zu Ausstellungszwecken erst nachträglich eingebracht, um den Hebemechanismus von außen sehen zu können. Der Hebemechnismus ist betriebsbereit und kann von den Besuchern gegen Münzeinwurf bedient werden. Es ist das einzige funktionsfähig restaurierte Pickett-Hamilton Fort.